# Alice Wetterlund
Alice Wetterlund (* 16. Mai 1981 in Minnesota) ist eine amerikanische Stand-up-Comedian, Schauspielerin und Podcast-Moderatorin. Sie spielte die Rolle der Carla Walton in der HBO-Sitcom Silicon Valley. 

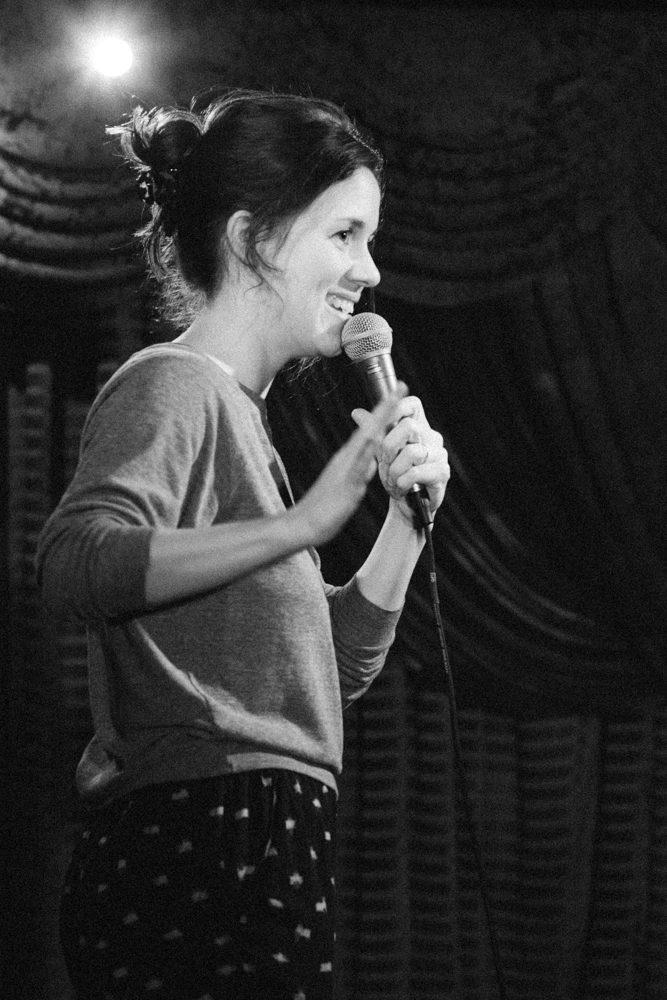
Alice Wetterlund

## Leben
Alice Wetterlund wurde im US-Bundesstaat Minnesota geboren und ging 1999 nach New York, wo sie das Cooper Union-College besuchte. In den späten 2000er-Jahren begann sie mit Stand-up Comedy und trat ab 2008 mit der Improvisationsgruppe Upright Citizens Brigade Theatre auf. Dies führte zu einem Vorsprechen für die MTV Fernsehserie Girl Code, wo sie etwa in einer Parodie für den TV-Spot „Culture Culture Probiotics“ – ein „Heilmittel“ für Durchfall – mitspielte. Seitdem war sie in vielen Fernsehwerbungen für Firmen wie BMW, Lenscrafters, Scotch Brite und Southwest Airlines zu sehen. Wetterlund trat im Cave Comedy Radio als Lehrerin für Meditation und Katzenflüstern auf.
Wetterlund und Veronica Osorio moderieren gemeinsam den Star Trek: The Next Generation-Podcast Treks and the City. Mit Kevin Porter moderiert sie den Podcast Maisel Goys über die Amazon-Prime-Fernsehserie The Marvelous Mrs. Maisel.
Sie war verheiratet und ist geschieden, worüber sie in der Maisel Goys-Folge 103 spricht.

## Filmografie

### Film
| Jahr | Titel                                       | Rolle            | Anmerkungen                  |
| ---- | ------------------------------------------- | ---------------- | ---------------------------- |
| 2010 | Mad Men Jumps the Shark                     | Joan Holloway    | Kurzfilme                    |
| 2011 | The Math                                    | Michelle Sellers | Kurzfilme                    |
| 2011 | Close to You                                | unbekannt        | Auch Drehbuch und Produktion |
| 2013 | Hashtag Warrior                             | unbekannt        | Kurzfilm                     |
| 2014 | The Interview                               | Alice            |                              |
| 2015 | The Shocking Truth about Planned Parenthood | unbekannt        | Kurzfilm                     |
| 2015 | Welcome to Bridgetown                       | Selbst           | Dokumentation                |
| 2016 | Mike and Dave Need Wedding Dates            | Cousin Terry     |                              |

### TV
| Jahr    | Titel                                   | Rolle                   | Bemerkungen                       |
| ------- | --------------------------------------- | ----------------------- | --------------------------------- |
| 2015    | Chelsea Lately                          | Selbst                  | 1 Folge                           |
| 2015    | New Girl                                | Hostess                 | 1 Folge                           |
| 2015    | Betas                                   | Junge Managerin         | 1 Folge                           |
| 2013–15 | Girl Code                               | Selbst                  | 76 Folgen                         |
| 2015–16 | Silicon Valley                          | Carla Walton            | 6 Folgen                          |
| 2015–17 | @Midnight                               | Selbst                  | 5 Folgen                          |
| 2016    | Flophouse                               | Selbst                  | 1 Folge                           |
| 2016    | Adam DeVine's House Party               | Selbst                  | 1 Folge                           |
| 2016    | The UCB Show                            | N/A                     | 1 Folge                           |
| 2016    | Take My Wife                            | Alice                   | 1 Folge                           |
| 2016    | Conan                                   | Selbst                  | 2 Folgen                          |
| 2016–17 | People of Earth                         | Kelly Grady             | 13 Folgen                         |
| 2017    | Talk Show the Game Show                 | Selbst                  | 1 Folge                           |
| 2018    | GLOW                                    | Carol                   | Folge: „Mother of All Matches“    |
| 2018    | Alone Together                          | Stephie                 | Folge: „Mom“                      |
| 2018    | The 5th Quarter                         | Shirley                 | 2 Folgen                          |
| 2019    | Single Parents                          | Nora                    | Folge: „The Shed“                 |
| 2019    | Ryan Hansen Solves Crimes on Television | Dr. Inx                 | Folge: „The Rhy Chromosome“       |
| 2020    | Interrogation – Deine Zeit läuft ab!    | Alice Morgan            | 2 Folgen                          |
| 2021–25 | Resident Alien                          | D’arcy Bloom            | 44 Folgen                         |
| 2022    | Star Trek: Lower Decks                  | Melponarische Drillinge | Folge „Crisis Point 2: Paradoxus“ |